# Michael Gambon

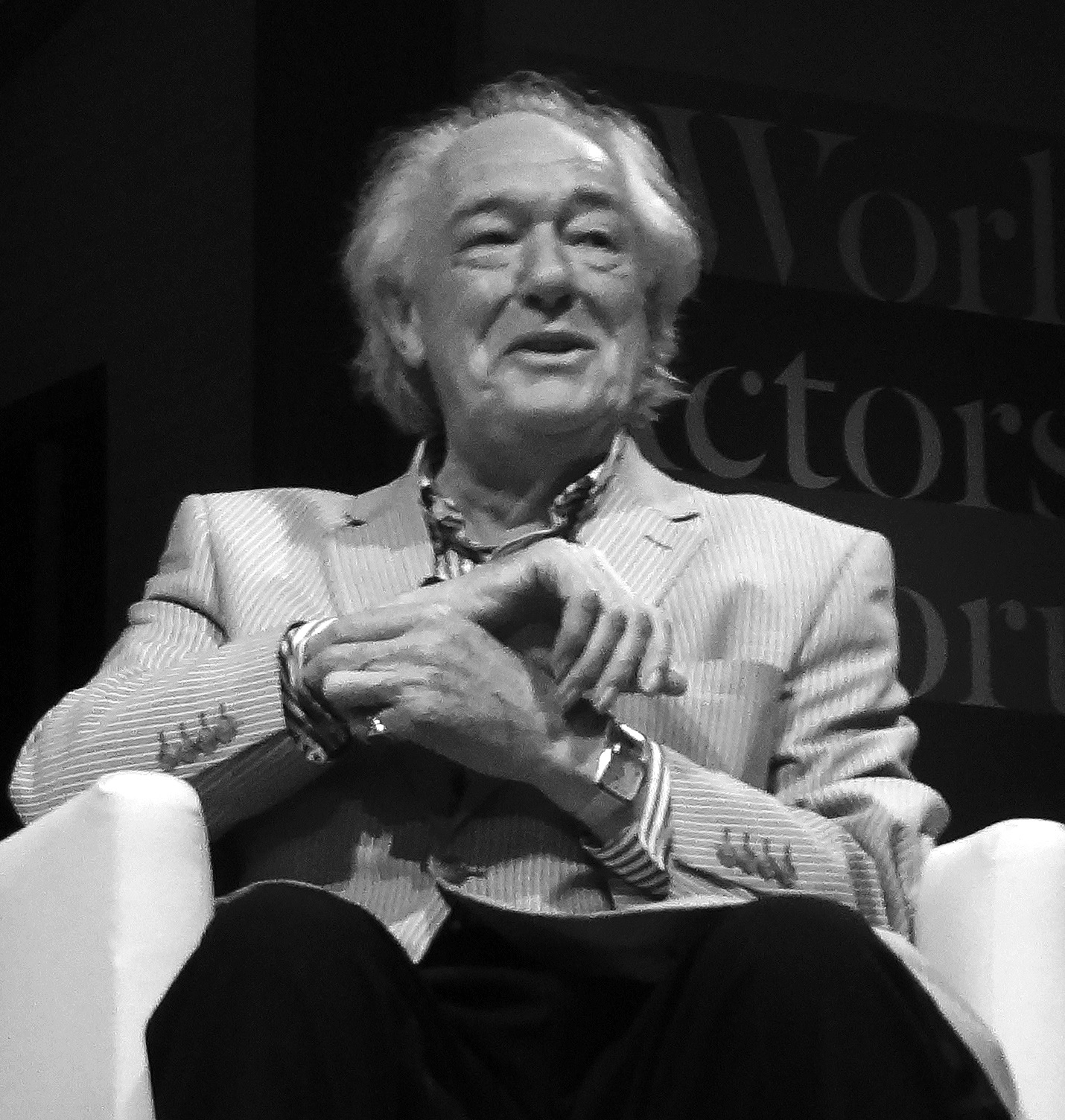
Michael Gambon (2013)

Sir Michael John Gambon CBE (* 19. Oktober 1940 in Dublin; † 27. September 2023 in Witham) war ein irisch-britischer Schauspieler. Er spielte bei Theater, Film und Fernsehen zahlreiche Charakterrollen und wurde insbesondere als Albus Dumbledore in der Harry-Potter-Filmreihe weltweit bekannt.

## Leben

### Theater
Gambon verließ mit 15 Jahren die Schule und schloss eine Ausbildung zum Werkzeugmacher ab, danach bildete er sich zum Ingenieur weiter. Zugleich interessierte er sich bereits früh für die Schauspielerei. Seine professionelle Schauspielkarriere begann 1963 in seiner Heimatstadt Dublin am Edwards-MacLiammoir Gate Theatre, nachdem er dort mit einem gefälschten Lebenslauf eine erste Anstellung erhalten hatte.
Im Anschluss zog Gambon nach London und gehörte in den 1960er-Jahren unter Laurence Olivier zum Originalensemble der National Theatre Company am Old Vic Theatre. Dort erhielt er zunächst nur Nebenrollen. Auf Empfehlung von Olivier ging Gambon 1967 ans Theater nach Birmingham, wo er in Othello die Titelrolle spielte und weitere Hauptrollen übernehmen durfte.
In den folgenden vier Jahrzehnten etablierte sich Gambon auf englischsprachigen Bühnen als einer der größten Theaterdarsteller seiner Zeit. Er spielte in vielen modernen Stücken von Alan Ayckbourn oder Harold Pinter die Hauptrolle, trat aber auch als renommierter Shakespare-Darsteller hervor.
Er wurde mit drei Laurence Olivier Awards ausgezeichnet und am Broadway für einen Tony Award nominiert. Wegen Problemen beim Auswendiglernen von Texten zog er sich Mitte der 2010er-Jahre von der Bühne zurück.

### Film und Fernsehen
1965 war Gambon in der Titelrolle der Shakespeare-Verfilmung Othello erstmals in einem Film zu sehen. Anfang der 1970er Jahre wäre Gambon beinahe neuer James-Bond-Darsteller geworden, denn die Produzenten der Filmreihe testeten ihn als möglichen Nachfolger von George Lazenby für die Rolle. Er wurde abgelehnt, weil die Verantwortlichen diese Rolle nach Lazenby nicht noch einmal mit einem „unbekannten“ Schauspieler besetzen wollten.
Bis Mitte der 1980er Jahre, als er bereits im mittleren Alter war, stand er nur sporadisch für Film und Fernsehen vor der Kamera. Einem breiteren Fernsehpublikum wurde er erstmals 1986 durch seine Hauptrolle in Dennis Potters Miniserie Der singende Detektiv bekannt; für seine Darstellung erhielt er seinen ersten von insgesamt vier British Academy Television Awards. Von 1992 bis 1993 verkörperte er in zwölf Folgen einer britischen Fernsehserie den Kommissar Maigret. 
Ab Ende der 1980er Jahre übernahm er auch diverse Rollen in Kinofilmen, unter anderem als tyrannischer Gangster in Peter Greenaways Schwarzer Komödie Der Koch, der Dieb, seine Frau und ihr Liebhaber (1989), als Baltus Van Tassel in Tim Burtons Sleepy Hollow (1999), als ermordeter Schlossherr in Robert Altmans Whodunit Gosford Park (2001) und als König Georg V. im Historiendrama The King’s Speech (2011).
Vom dritten Film der Harry-Potter-Filmreihe an spielte Gambon Albus Dumbledore, den Direktor der Zaubererschule Hogwarts. Die Rolle war in den ersten beiden Filmen von seinem irischen Landsmann Richard Harris verkörpert worden, der jedoch nach schwerer Krankheit am 25. Oktober 2002 starb, was eine Neubesetzung notwendig machte. Obwohl Gambon gerade für die Rolle des Dumbledore bei einem Publikum außerhalb Großbritanniens am bekanntesten war, gab er an, nie die Harry-Potter-Bücher gelesen zu haben.
Gambon präferierte die Bühnen- vor der Filmschauspielerei. In einem Interview äußerte er, man habe ihm irgendwann viele Filmrollen angeboten und er habe diese wegen deren guter Bezahlung angenommen, aber die Filme danach schnell vergessen. Er stand zuletzt für die 2019 erschienene Filmbiografie Judy über die letzte Lebensphase von Judy Garland vor der Kamera. Sein Schaffen für Film und Fernsehen umfasst mehr als 170 Produktionen. Der Synchronsprecher für den deutschsprachigen Raum war zuerst Klaus Höhne, ab Harry Potter und der Orden des Phönix dann Wolfgang Hess.

### Privates
Gambon heiratete 1962 die Mathematikerin Anne Miller, mit der er einen Sohn bekam. Ab den frühen 2000er Jahren führte Gambon eine außereheliche Beziehung mit der rund 25 Jahre jüngeren Philippa Hart, mit der er zwei Kinder bekam. Gambon war auch britischer Staatsbürger. Er wurde 1998 von Königin Elisabeth II. zum Knight Bachelor geschlagen und durfte fortan den Titel „Sir“ führen, legte aber keinen Wert auf dessen Erwähnung.
Gambon hatte eine Pilotenlizenz und sammelte antike Waffen. In der britischen Automobilsendung Top Gear trat der als Autoliebhaber bekannte Gambon in den Jahren 2002 und 2006 zweimal auf und nahm an der Rubrik Star in einem preisgünstigen Auto teil. Nach seinem ersten Auftritt wurde die letzte Kurve vor dem Ziel der Teststrecke nach ihm benannt.
Gambon starb im September 2023 im Krankenhaus zu Witham in Essex im Alter von 82 Jahren an den Folgen einer Lungenentzündung.

## Auszeichnungen und Nominierungen
- 1986 (Saison 1985) erhielt er den Laurence Olivier Theatre Award für die beste Darstellung in einer Komödie in A Chorus of Disapproval (Ein Chor der Entrüstung).
- 1987 bekam er den London Evening Standard Theatre Award als bester Schauspieler für seine Leistung in View from the Bridge.
- 1990 Auszeichnung mit dem London Critics’ Circle Theatre Award (Kategorie Drama) als bester Schauspieler für Man of the Moment.
- 1995 wurde er ausgezeichnet mit dem Laurence Olivier Theatre Award und zusätzlich London Evening Standard Theatre Award als bester Schauspieler für Volpone (Volpone oder Der Fuchs).
- 1997 war er nominiert für den Broadway’s 1997 Tony Award als bester Darsteller für Skylight.
- 1998 war er nominiert für den Laurence Olivier Theatre Award als bester Schauspieler der Saison 1997 für Tom and Clem am Aldwych Theatre.
- 1999 (Saison 1998) war er für den Laurence Olivier Theatre Award für The Unexpected Man nominiert.
- 2000 wurde er mit dem 2000 London Critics’ Circle Theatre Award (Drama) für The Caretaker am Comedy Theatre ausgezeichnet.
- 2003 war er nominiert für den Laurence Olivier Theatre Award als bester Schauspieler von 2002 für seine Darbietung am Royal Court Theatre Downstairs.

## Filmografie
- 1965: Othello
- 1968–1970: The Borderers (Fernsehserie)
- 1974: The Beast Must Die
- 1985: Oscar (Fernsehserie)
- 1985: Ozeanische Gefühle (Turtle Diary)
- 1986: Der singende Detektiv (The Singing Detective, Fernsehserie)
- 1987: Jim Bergerac ermittelt (Bergerac, Fernsehserie, 1 Folge)
- 1989: Er? Will! Sie Nicht? (The Rachel Papers)
- 1989: Weiße Zeit der Dürre (A Dry White Season)
- 1989: Der Koch, der Dieb, seine Frau und ihr Liebhaber (The Cook the Thief His Wife & Her Lover)
- 1990: The Storyteller (Fernsehserie)
- 1991: Die wahren Bosse – Ein teuflisches Imperium (Mobsters)
- 1991: Der Aufpasser (Minder, Fernsehserie, 1 Folge)
- 1992: Toys (Toys)
- 1992–1993: Maigret (Fernsehserie)
- 1994: A Man of No Importance
- 1994: Blackout – Ein Detektiv sucht sich selbst (Clean Slate)
- 1994: Schrei in die Vergangenheit (The Browning Version)
- 1995: The Palmer Files: Der Rote Tod (Len Deighton’s Bullet to Beijing)
- 1996: Mary Reilly
- 1996: Die Bibel – Samson und Delila (Samson and Delilah) (Fernsehfilm)
- 1996: The Palmer Files: Herren der Apokalypse (Len Deighton’s Midnight in St. Petersburg)
- 1997: The Gambler
- 1997: Wings of the Dove – Die Flügel der Taube (The Wings of the Dove)
- 1998: Tanz in die Freiheit (Dancing at Lughnasa)
- 1998: Plunkett & Macleane – Gegen Tod und Teufel (Plunkett & Macleane)
- 1999: Wives and Daughters (Fernsehfilm)
- 1999: A Monkey’s Tale (Stimme)
- 1999: Insider (The Insider)
- 1999: The Last September
- 1999: Sleepy Hollow – Köpfe werden rollen (Sleepy Hollow)
- 2000: Longitude (Fernsehfilm)
- 2001: Gosford Park
- 2001: Die Liebe der Charlotte Gray (Charlotte Gray)
- 2001: Verbrechen verführt (High Heels & Low Lifes)
- 2001: Perfect Strangers (Fernsehserie)
- 2001: Christmas Carol: The Movie (Stimme)
- 2002: Ali G in da House (Ali G Indahouse)
- 2002: Path to War (Fernsehfilm)
- 2003: The Lost Prince (Fernsehfilm)
- 2003: The Actors
- 2003: Open Range – Weites Land (Open Range)
- 2003: Sylvia
- 2003: Deep Blue (Fernsehfilm, Stimme)
- 2003: Engel in Amerika (Fernsehserie)
- 2004: Harry Potter und der Gefangene von Askaban (Harry Potter and the Prisoner of Azkaban)
- 2004: Standing Room Only
- 2004: Being Julia
- 2004: Sky Captain and the World of Tomorrow
- 2004: Layer Cake
- 2004: Die Tiefseetaucher (The Life Aquatic with Steve Zissou)
- 2004: Stories of Lost Souls
- 2005: Harry Potter und der Feuerkelch (Harry Potter and the Goblet of Fire)
- 2006: Das Omen (The Omen)
- 2006: Celebration (Fernsehfilm)
- 2006: Amazing Grace
- 2006: Der gute Hirte (The Good Shepherd)
- 2007: Tot oder Torte (The Baker)
- 2007: The Good Night
- 2007: Harry Potter und der Orden des Phönix (Harry Potter and the Order of the Phoenix)
- 2007: Joe’s Palace (Fernsehfilm)
- 2007: Cranford (Fernsehserie)
- 2008: Wiedersehen mit Brideshead (Brideshead Revisited)
- 2009: Kröd Mändoon and the Flaming Sword of Fire (Fernsehserie, Stimme)
- 2009: Harry Potter und der Halbblutprinz (Harry Potter and the Half-Blood Prince)
- 2009: Emma (Fernsehserie)
- 2009: Der fantastische Mr. Fox (Fantastic Mr. Fox) (Stimme)
- 2010: The Book of Eli
- 2010: Harry Potter und die Heiligtümer des Todes – Teil 1 (Harry Potter and the Deathly Hallows: Part 1)
- 2010: The King’s Speech
- 2010: Doctor Who (Fernsehserie, Folge A Christmas Carol)
- 2011: Harry Potter und die Heiligtümer des Todes – Teil 2 (Harry Potter and the Deathly Hallows: Part 2)
- 2011: Die Verschwörung – Verrat auf höchster Ebene (Page Eight)
- 2012: Quartett (Quartet)
- 2015–2018: Fortitude (Fernsehserie, 10 Folgen)
- 2015: Ein plötzlicher Todesfall (The Casual Vacancy, Fernsehserie, 3 Folgen)
- 2016: Hail, Caesar! (Erzähler)
- 2016: Churchill’s Secret
- 2017: Der Stern von Indien (Viceroy’s House)
- 2017: Victoria & Abdul
- 2017: Kingsman: The Golden Circle
- 2017: Paddington 2 (Stimme)
- 2018: Ein letzter Job (King of Thieves)
- 2018: The Death and Life of John F. Donovan
- 2018: Johnny English – Man lebt nur dreimal (Johnny English Strikes Again)
- 2019: Judy